# Jim Hunter
James Mark "Jim" Hunter (ur. 30 maja 1953) – kanadyjski narciarz alpejski, brązowy medalista mistrzostw świata.

## Kariera
Wystartował na igrzyskach olimpijskich w Sapporo w 1972 roku, gdzie zajął 11. miejsce w gigancie, 19. w slalomie i 20. miejsce w zjeździe. W rozegranej tam tylko w ramach mistrzostw świata kombinacji wywalczył brązowy medal. W zawodach tych wyprzedzili go jedynie Włoch Gustav Thöni i Walter Tresch ze Szwajcarii. Był to jego jedyny medal wywalczony na międzynarodowej imprezie tej rangi. Podczas rozgrywanych cztery lata później igrzysk olimpijskich w Innsbrucku, zajął 10. miejsce w zjeździe, 22. w gigancie oraz 23. w slalomie.
W zawodach Pucharu Świata zadebiutował 15 marca 1969 roku w Mont-Sainte-Anne, zajmując 54. miejsce w gigancie. Pierwsze punkty wywalczył 27 lutego 1971 roku w Heavenly Valley, gdzie zajął dziewiąte miejsce w tej samej konkurencji. Na podium zawodów tego cyklu pierwszy raz stanął 10 stycznia 1976 roku w Wengen, kończąc rywalizację w zjeździe na trzeciej pozycji. Uplasował się tam za Austriak Franz Klammer i Szwajcar Philippe Roux. W kolejnych startach jeszcze jeden raz stanął na podium: 25 stycznia 1976 roku w Kitzbühel był drugi w kombinacji. Rozdzielił tam Waltera Trescha i Gustava Thöniego. W sezonie 1975/1976 zajął 13. miejsce w klasyfikacji generalnej, a w klasyfikacji kombinacji był trzeci.

## Osiągnięcia

### Igrzyska olimpijskie
| Miejsce | Dzień     | Rok  | Miejscowość | Konkurencja | Czas biegu | Strata | Zwycięzca                 |
| ------- | --------- | ---- | ----------- | ----------- | ---------- | ------ | ------------------------- |
| 20.     | 7 lutego  | 1972 | Sapporo     | Zjazd       | 1:51,43    | +3,73  | Bernhard Russi            |
| 11.     | 10 lutego | 1972 | Sapporo     | Gigant      | 3:09,62    | +3,36  | Gustav Thöni              |
| 19.     | 13 lutego | 1972 | Sapporo     | Slalom      | 1:49,27    | +12,25 | Francisco Fernández Ochoa |
| 10.     | 5 lutego  | 1976 | Innsbruck   | Zjazd       | 1:45,73    | +1,79  | Franz Klammer             |
| 22.     | 10 lutego | 1976 | Innsbruck   | Gigant      | 3:26,97    | +10,39 | Heini Hemmi               |
| 23.     | 14 lutego | 1976 | Innsbruck   | Slalom      | 2:03,29    | +13,77 | Piero Gros                |

### Mistrzostwa świata
| Miejsce | Dzień     | Rok  | Miejscowość | Konkurencja | Czas biegu | Strata     | Zwycięzca                 |
| ------- | --------- | ---- | ----------- | ----------- | ---------- | ---------- | ------------------------- |
| 20.     | 7 lutego  | 1972 | Sapporo     | Zjazd       | 1:51,43    | +3,73      | Bernhard Russi            |
| 11.     | 10 lutego | 1972 | Sapporo     | Gigant      | 3:09,62    | +3,36      | Gustav Thöni              |
| 19.     | 13 lutego | 1972 | Sapporo     | Slalom      | 1:49,27    | +12,25     | Francisco Fernández Ochoa |
| 3.      | 13 lutego | 1972 | Sapporo     | Kombinacja  | 21,12 pkt  | +65,29 pkt | Gustav Thöni              |
| 10.     | 5 lutego  | 1976 | Innsbruck   | Zjazd       | 1:45,73    | +1,79      | Franz Klammer             |
| 22.     | 10 lutego | 1976 | Innsbruck   | Gigant      | 3:26,97    | +10,39     | Heini Hemmi               |
| 23.     | 14 lutego | 1976 | Innsbruck   | Slalom      | 2:03,29    | +13,77     | Piero Gros                |
| 8.      | 14 lutego | 1976 | Innsbruck   | Kombinacja  | 24,62 pkt  | ?          | Gustav Thöni              |

### Puchar Świata

#### Miejsca w klasyfikacji generalnej
- sezon 1970/1971: 50.
- sezon 1971/1972: 45.
- sezon 1972/1973: 39.
- sezon 1973/1974: 21.
- sezon 1974/1975: 33.
- sezon 1975/1976: 13.

#### Miejsca na podium
1. Wengen – 10 stycznia 1976 – 3. miejsce (zjazd)
2. Kitzbühel – 25 stycznia 1976 – 2. miejsce (kombinacja)